# Ectecous cantans
Ectecous cantans är en insektsart som beskrevs av Henri Saussure 1897. Ectecous cantans ingår i släktet Ectecous och familjen syrsor. Inga underarter finns listade i Catalogue of Life.